# 京都宝塚会館
京都宝塚会館（きょうとたからづかかいかん）は、かつて京都府京都市中京区河原町六角に所在していた東宝系の映画館（京都宝塚劇場、京都スカラ座）の総称である。略称は「京宝会館」（きょうほうかいかん）。

## 歴史
- 1935年10月 - 京都宝塚劇場としてオープン。当初は実演と映画の上映の二本立てであった。こけら落しは宝塚少女歌劇花組『花詩集』。座席数は1,452。
- 1936年11月17日 - 京都大学オーケストラと大阪コーラルソサエティなどによる『交響曲第9番 (ベートーヴェン)』の演奏会が行われ、2,800人を動員する[1][2]。
- 1942年 - 戦時統制により設立された社団法人「映画配給社」により“紅系”に指定される。当時の写真によれば、松竹大船撮影所が制作し同年7月9日に封切られた中村登監督作『男の意気』[3]が上映されていたことが確認出来る[4]。
- 1946年1月 - GHQにより接収となり[5]、館名も「ステイトサイド・シアター」となる。日本人は観客としての出入りが禁止された[6]。
- 1952年7月 - 接収解除。洋画ロードショー劇場として再オープン。
- 1956年8月 - 増築により洋画封切館の京都スカラ座がオープン。座席数は802。同時に「京都宝塚会館」という総称を与えられた。
- 1962年11月 - 京都宝塚劇場が東宝邦画系封切館となる。
- 1971年7月 - リニューアルオープン。
- 2005年9月 - 近隣のシネマコンプレックス（隣接するMOVIX京都と二条駅前のTOHOシネマズ二条）に客足を奪われ、さらに建物の老朽化もあり、閉館を発表。
- 2006年1月28日・29日 - 「街（かわらまち）の灯よ、ありがとう」と題したラストショーを京極東宝とともに開催し、70年間の歴史に幕を下ろした。最終上映作品は『七人の侍』『街の灯』であった。また、高知市にあった同じ東宝系の映画館「高知東宝1・2・3」も同じ日に閉館している。
- 2008年4月25日 - 京都宝塚会館跡地に複合商業ビル「ミーナ京都」がオープンした。

## 各館の特徴
※座席数は閉館時のもの。
京都宝塚劇場
定員588人。東宝邦画系作品のみを上映。千代田劇場→日劇東宝→日劇2系列のチェーン。1か月に1作程度の割合で、新作が公開された。
京都スカラ座
定員507人。常に、大作の東宝洋画系作品を上映。有楽座 / 日比谷映画劇場→日本劇場→日劇1系列のチェーン。
※両館とも最末期はサラウンドEXとDTSに対応していた。

## ギャラリー
- 『男の意気』上映時の京都宝塚劇場（1942年）[4]
- RKOが配給したウォルト・ディズニー作品『シンデレラ姫』（1952年3月7日日本公開）上映時の京都宝塚劇場[7]